# Eerste klasse 2002-03 (basketbal België)
Het seizoen 2002-2003 was de 56e editie van de hoogste basketbalcompetitie. Vanaf dit seizoen werd een licentiesysteem ingevoerd.
Het competitieformat werd aangepast, eerst speelde men een reguliere competitie met 20 speeldagen waarbij elk weekend één ploeg vrij is.
Daarna volgde een tweede fase waarbij 3 reeksen gevormd werden. Groep A: de nummers 1,4,6 en 8. Groep B: 2,3,5 en 7. Groep C: 9,
10 en 11. De punten uit de eerste fase vallen weg, maar er werd gewerkt met een bonus: zes punten voor ploegen 1 en 2; 4 punten voor 3 en 4; 2 punten
voor 5 en 6; niets voor 7 en 8. Elke club speelt binnen zijn poule heen- en terugwedstrijden. De eerste twee van groep A en B kwalificeerden  zich voor de play-offs. De laatste van Groep C speelt op neutraal terrein in één wedstrijd tegen de winnaar uit de play-offs van
tweede klasse. De winnaar daarvan blijft in of stijgt naar eerste.
De titel werd beslecht volgens de play offs, eerst met vier ploegen (Al tegen B2, B1 tegen A2) in een best of three, de winnaars daarvan in een klassieke best of five voor de titel.
Spirou behaalde zijn vijfde titel, Eurolines Vilvoorde promoveerde uit de tweede afdeling

## Naamswijziging
BC Estaimpius werd BC Tournai-Estaimpius
Stretch-Top Bingoal Bree BBC werd Quatro Basket Bree
Union Mons-Hainaut werd Dexia Mons-Hainaut

## Eindstand
|  |    |                       | P  | W  | V  | G | Ptn |
|  | -- | --------------------- | -- | -- | -- | - | --- |
|  | 1  | Spirou Charleroi      | 20 | 19 | 1  | 0 | 54  |
|  | 2  | Dexia Mons-Hainaut    | 20 | 14 | 6  | 0 | 48  |
|  | 3  | Telindus BC Oostende  | 20 | 13 | 7  | 0 | 46  |
|  | 4  | R. Go Pass Pepinster  | 20 | 13 | 7  | 0 | 46  |
|  | 5  | Quatro Bree BBC       | 20 | 11 | 9  | 0 | 42  |
|  | 6  | Euphony Liège BC      | 20 | 9  | 11 | 0 | 38  |
|  | 7  | Vastiau Basket Leuven | 20 | 9  | 11 | 0 | 38  |
|  | 8  | Eurolines Vilvoorde   | 20 | 7  | 13 | 0 | 34  |
|  | 9  | BC Tournai-Estaimpuis | 20 | 7  | 13 | 0 | 34  |
|  | 10 | RB Antwerpen          | 20 | 6  | 14 | 0 | 32  |
|  | 11 | Power BT Wevelgem     | 20 | 2  | 18 | 0 | 24  |

## Eindstand Groep A
|  |   |                      | P | W | V | G | Ptn |
|  | - | -------------------- | - | - | - | - | --- |
|  | 1 | Spirou Charleroi     | 6 | 6 | 0 | 0 | 24  |
|  | 2 | R. Go Pass Pepinster | 6 | 3 | 3 | 0 | 16  |
|  | 3 | Euphony Liège BC     | 6 | 3 | 3 | 0 | 14  |
|  | 4 | Eurolines Vilvoorde  | 6 | 0 | 6 | 0 | 6   |

## Eindstand Groep B
|  |   |                       | P | W | V | G | Ptn |
|  | - | --------------------- | - | - | - | - | --- |
|  | 1 | Dexia Mons-Hainaut    | 6 | 4 | 2 | 0 | 20  |
|  | 2 | Telindus BC Oostende  | 6 | 3 | 3 | 0 | 16  |
|  | 3 | Vastiau Basket Leuven | 6 | 3 | 3 | 0 | 12  |
|  | 4 | Power BT Wevelgem     | 6 | 2 | 4 | 0 | 12  |

## Eindstand Groep C
|  |   |                       | P | W | V | G | Ptn |
|  | - | --------------------- | - | - | - | - | --- |
|  | 1 | BC Tournai-Estaimpuis | 4 | 2 | 2 | 0 | 11  |
|  | 2 | RB Antwerpen          | 4 | 2 | 2 | 0 | 10  |
|  | 3 | Power BT Wevelgem     | 4 | 2 | 2 | 0 | 9   |

## Play-out
Power BT Wevelgem - INS Wilsele 101-64 (+5)

## Play-offs
- Best of three Halve Finales

Spirou Charleroi - Telindus BC Oostende 90-60
Telindus BC Oostende - Spirou Charleroi 85-89
Dexia Mons-Hainaut - R. Go Pass Pepinster 74-76
R. Go Pass Pepinster - Dexia Mons-Hainaut 85-73
- Best of five

Spirou Charleroi - R. Go Pass Pepinster 86-57
R. Go Pass Pepinster - Spirou Charleroi 75-80
Spirou Charleroi - R. Go Pass Pepinster 77-71
1928 · 1929 · 1930 · 1931 · 1932 · 1933 · 1934 · 1935 · 1936 · 1937 · 1938 · 1939 · 1940 · 1941 · 1942 · 1943 · 1944 · 1945 · 1946 · 1947 · 1948 · 1949 · 1950 · 1951 · 1952 · 1953 · 1954 · 1955 · 1956 · 1957 · 1958 · 1959 · 1960 · 1961 · 1962 · 1963 · 1964 · 1965 · 1966 · 1967 · 1968 · 1969 · 1970 · 1971 · 1972 · 1973 · 1974 · 1975 · 1976 · 1977 · 1978 · 1979 · 1980 · 1981 · 1982 · 1983 · 1984 · 1985 · 1986 · 1987 · 1988 · 1989 · 1990 · 1991 · 1992 · 1993 · 1994 · 1995 · 1996 · 1997 · 1998 · 1999 · 2000 · 2001 · 2002 · 2003 · 2004 · 2005 · 2006 · 2007 · 2008 · 2009 · 2010 · 2011 · 2012 · 2013 · 2014 · 2015 · 2016 · 2017 · 2018 · 2019 · 2020 · 2021